# Férfi csapat kardvívás az 1908. évi nyári olimpiai játékokon
A Londonban megrendezett 1908. évi nyári olimpiai játékokon a férfi csapat kardvívás egyike volt a 4 vívószámnak. 8 nemzet indult a versenyen.

## Eredmények

### Első kör
A győztesek tovább jutottak, a vesztesek kiestek. A csapat (olaszok), amelyik a későbbi bajnoktól (magyarok) kapott ki, az a vígaszágra került.
| Nyertesek | Nyertesek   | Vesztesek   | Vesztesek                                                                                   | Vesztesek |
| Vívók | Nyert menet | Nyert menet | Vívók                                                                                       |           |
| --- | ----------- | ----------- | ------------------------------------------------------------------------------------------- | --------- |
| Olaszország (ITA) · Marcello Bertinetti · Sante Ceccherini · Abelardo Olivier · Alessandro Pirzio-Biroli     | 11          | 5           | Nagy-Britannia (GBR) · H. Evan James · William Marsh · Arthur Murray · Charles Wilson       |           |
| Franciaország (FRA) · Georges de la Falaise · Bertrand Marie de Lesseps · Marc Perrodon · Jean-Joseph Renaud | 10          | 6           | Belgium (BEL) · André du Bosch · Etienne Grade · Antoine van Tomme · Joseph van der Voodt   |           |
| Cseh Királyság (BOH) · Otakar Lada · Vlastimil Lada-Sázavský · Vilém Goppold von Lobsdorf · Bedřich Schejbal | 9           | 8           | Hollandia (NED) · Jetze Doorman · Arie de Jong · Maurits van Löben Sels · George van Rossem |           |
| Magyarország (HUN) · Fuchs Jenő · Gerde Oszkár · Tóth Péter · Werkner Lajos                                  | 9           | 0           | Németország (GER) · Jakob Erkrath de Bary · Fritz Jack · Robert Krünert · August Petri      |           |

### Elődöntő
A győztesek bejutottak a döntőbe. Az olaszok vígaszágra kerültek, mert a későbbi bajnok magyar csapattól kaptak ki.
| Győztesek | Győztesek   | Vesztesek   | Vesztesek | Vesztesek |
| Vívók | Nyert menet | Nyert menet | Vívók |           |
| --- | ----------- | ----------- | --- | --------- |
| Cseh Királyság (BOH) · Otakar Lada · Vlastimil Lada-Sázavský · Vilém Goppold von Lobsdorf · Bedřich Schejbal | 9           | 7           | Franciaország (FRA) · Georges de la Falaise · Bertrand Marie de Lesseps · Marc Perrodon · Jean-Joseph Renaud |           |
| Magyarország (HUN) · Földes Dezső · Fuchs Jenő · Gerde Oszkár · Tóth Péter                                   | 11          | 5           | Olaszország (ITA) · Marcello Bertinetti · Sante Ceccherini · Abelardo Olivier · Alessandro Pirzio-Biroli     |           |

### Döntő
Magyarország győztes lett, a vesztes cseh (királyságbeli) csapat pedig a vígaszág győztesével mérkőzött meg az ezüstéremért.
| Győztesek                                                                                  | Győztesek   | Vesztesek   | Vesztesek | Vesztesek |
| Vívók                                                                                      | Nyert menet | Nyert menet | Vívók |           |
| ------------------------------------------------------------------------------------------ | ----------- | ----------- | --- | --------- |
| Magyarország (HUN) · Földes Dezső · Fuchs Jenő · Gerde Oszkár · Tóth Péter · Werkner Lajos | 9           | 7           | Cseh Királyság (BOH) · Vlastimil Lada-Sázavský · Vilém Goppold von Lobsdorf · Bedřich Schejbal · Jaroslav Tuček · Otakar Lada |           |

### Vígaszág
Olaszország és Németország a vígaszágra jutott, mert korábban kikapott a bajnok magyar csapattól. A vígaszág győztese játszhatott az ezüstéremért.
| Nyertesek                                                                                              | Nyertesek   | Vesztesek   | Vesztesek                                                                              | Vesztesek |
| Vívók                                                                                                  | Nyert menet | Nyert menet | Vívók                                                                                  |           |
| --- | ----------- | ----------- | -------------------------------------------------------------------------------------- | --------- |
| Olaszország (ITA) · Marcello Bertinetti · Riccardo Nowak · Abelardo Olivier · Alessandro Pirzio-Biroli | 10          | 4           | Németország (GER) · Jakob Erkrath de Bary · Fritz Jack · Robert Krünert · August Petri |           |

### Ezüstmérkőzés
A Cseh Királyság nem állt ki, mert szerintük mivel a döntőben kaptak ki, ezért ők az ezüstérmesek. A szervezőbizottság az olaszoknak adta az ezüstérmet és a cseheknek a bronzot.
| Olaszország (ITA) | A cseh (királyságbeli) csapat nem állt ki | A cseh (királyságbeli) csapat nem állt ki | Cseh Királyság (BOH) |